# Kallur, Srinivaspur
Kallur là một làng thuộc tehsil Srinivaspur, huyện Kolar, bang Karnataka, Ấn Độ.